# Хрущобруд
Хрущобруд (пол. Chruszczobród) — село в Польщі, у гміні Лази Заверцянського повіту Сілезького воєводства.
Населення — 1681 особа (2011).

## Демографія
Демографічна структура станом на 31 березня 2011 року:
|          | Загалом | Допрацездатний вік | Працездатний вік | Постпрацездатний вік |
| -------- | ------- | ------------------ | ---------------- | -------------------- |
| Чоловіки | 822     | 133                | 589              | 100                  |
| Жінки    | 859     | 116                | 500              | 243                  |
| Разом    | 1681    | 249                | 1089             | 343                  |